# High Life de Belgique
Ne doit pas être confondu avec le High Life, son équivalent français.
High Life de Belgique est une maison d'édition belge, fondée en 1880, fortement inspirée à sa création par l'annuaire High Life français fondé en 1879.

## Histoire
Elle publie annuellement un répertoire contenant les coordonnées de plus de treize mille familles de la haute société (noblesse et haute bourgeoisie), belges ou étrangères, établies en Belgique.
Cet annuaire cohabite avec le Carnet mondain belge ; ils constituent les équivalents belges du Bottin mondain français et du High Life français.